# 10895 Aynrand
10895 Aynrand (1997 TC18) là một tiểu hành tinh vành đai chính được phát hiện ngày 11 tháng 10 năm 1997 bởi G. R. Viscome ở Rand Observatory. Nó được đặt tên cho Ayn Rand.